# Ellacapsus
Ellacapsus is een geslacht van wantsen uit de familie van de Miridae (Blindwantsen). Het geslacht werd voor het eerst wetenschappelijk beschreven door Yasunaga in 2013.

## Soorten
Het genus is monotypisch en bevat alleen de volgende soort:

- Ellacapsus sensibilis Yasunaga, 2012